# Zehntscheune (Kirchhausen)

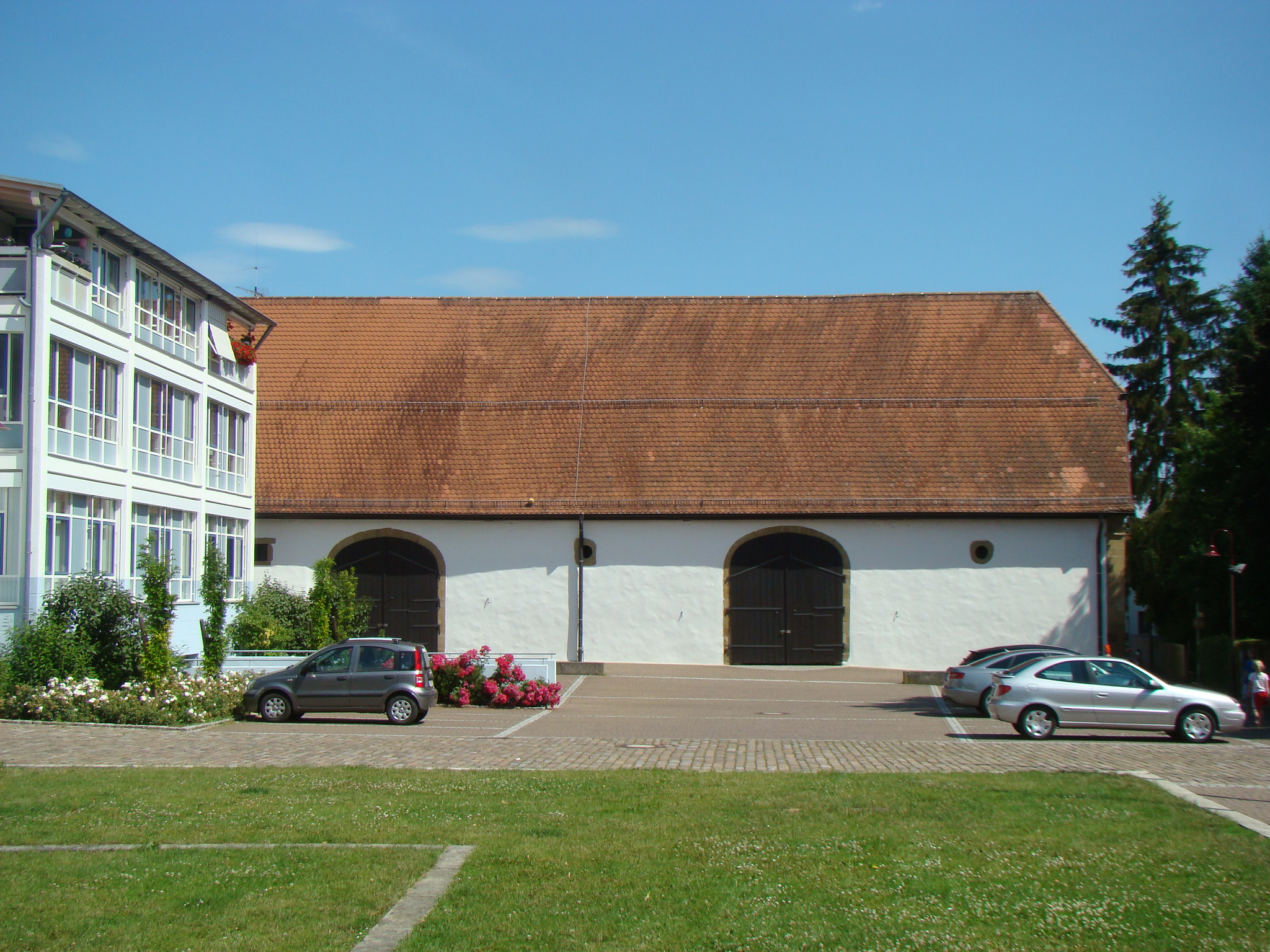
Zehntscheune in Heilbronn-Kirchhausen

Die historische Zehntscheune am Schlossplatz 5 im Heilbronner Stadtteil Kirchhausen ist eines der wenigen erhaltenen historischen Nebengebäude am Deutschordensschloss Kirchhausen. Das denkmalgeschützte Gebäude gilt als Kulturdenkmal.

## Beschreibung

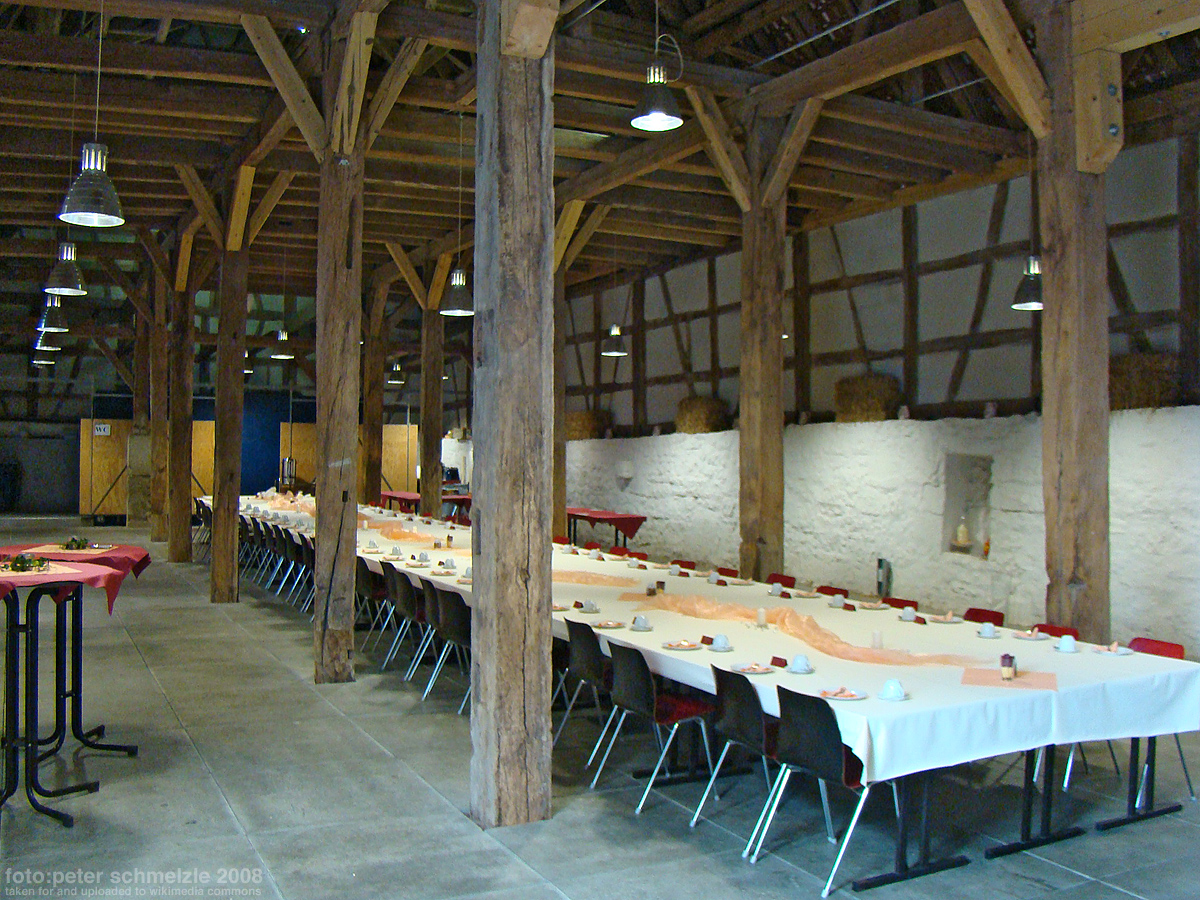
Innenansicht

Eine im Jahre 1555 bezeugte steinerne Zehntscheune wurde um 1790 erneuert. Eine einst benachbarte historische Kelter am Schlossplatz hat sich nicht mehr erhalten. Der eingeschossige Bau der Scheune hat ein Halbwalmdach. Der dem Schloss zugewandte Südgiebel wurde mit Eckpilaster geschmückt, während die nördliche Giebelseite zur Deutschritterstraße hin in Sichtfachwerk gehalten ist. Es befinden sich zwei große korbbogige Tore auf der traufständigen Seite der Zehntscheune zum Schlossplatz. Die Zehntscheune wird für verschiedene Veranstaltungen genutzt.